# アモン・デュールII
アモン・デュールII（アモン・デュール・ツー、Amon Düül II）は、1968年に結成された西ドイツのロックバンド。クラウトロックの代表的なバンドとして有名である。

## 来歴
政治・芸術コミューンであるアモン・デュールから分裂する形で、クリス・カラー（ギター・ボーカル他）、ペーター・レオポルド（ドラムス）、ファルク・ログナー（キーボード）、レナーテ・クナウプ（ボーカル）、デイブ・アンダーソン（ベース）らによって1968年に結成された。ミュンヘンのサイケデリック・クラブでギグを始め、1969年に1stアルバム『神の鞭』を発表。同年映画『サン・ドミンゴ』のサウンドトラックを担当し、ドイツ連邦映画賞を受けている。
1970年に発表された2ndアルバム『地獄!』はドイツ国外でも注目されるきっかけになった作品である。ドイツの音楽紙は彼らを「ピンク・フロイドやヴェルヴェット・アンダーグラウンドと比較しても劣らない、アイデア豊かなプログレッシブ・ポップ・バンド」と評した。バンドはその後も長く活動を続けたが、メンバーの入れ替わりも激しく（リーダーのクリス・カラーのみ一貫して在籍）、また音楽性もその時々により変化した。
1981年、解散。しかし、その後も不定期に再結集し、ライブを行ったりアルバムを発表したりしている。1996年には来日公演を行った。

## ディスコグラフィ

### アルバム
- 『神の鞭』 - Phallus Dei (1969年)
- 『地獄!』 - Yeti (1970年)
- 『野鼠の踊り』 - Tanz der Lemminge (1971年)
- 『カーニヴァル・イン・バビロン』 - Carnival In Babylon (1972年) ※旧邦題『バビロンの祭り』
- 『ウルフ・シティ』 - Wolf City (1972年) ※旧邦題『狼の街』
- 『ユートピア』 - Utopia (1973年) ※元はユートピア名義での作品
- 『恍惚万歳!』 - Vive La Trance (1974年)
- 『ハイ・ジャック』 - Hijack (1975年)
- 『メイド・イン・ジャーマニー』 - Made In Germany (1975年)
- 『ピラゴニー X (10th)』 - Pyragony X (1976年)
- Almost Alive (1977年)
- Only Human (1978年)
- Vortex (1981年)
- Hawk Meets Penguin (1983年)
- Meeting With Men Machines (1985年)
- Fool Moon (1989年)
- Die Lösung (1989年) ※ロバート・カルヴァートとの共演
- Surrounded By The Stars / Bars (1993年)
- 『ナダに輝く月』 - Nada Moonshine (1995年)
- 『神戸復興』 ‐Kobe (Reconstructions) (1996年)
- Eternal Flashback (1996年)
- Flawless (1997年)
- Düülirium (2014年) ※2010年に配信のみで発表された『Bee as Such』をCD化。

### コンピレーション
- 『レミングマニア』 - Lemmingmania (1975年)
- Milestones (1989年)
- Anthology (1987年)
- The Greatest Hits (1994年)
- The Best of 1969-1974 (1997年)
- Drei Jahrzehnte (1968-1998) (1997年)

### ライブ盤
- 『ライヴ・イン・ロンドン』 - Live In London (1973年)
- 『ライヴ・イン・コンサート』 - Live In Concert (1992年) ※1973年のBBCでの音源
- 『ライヴ・イン東京』 - Live In Tokyo (1996年)